# Hermann Girstmair

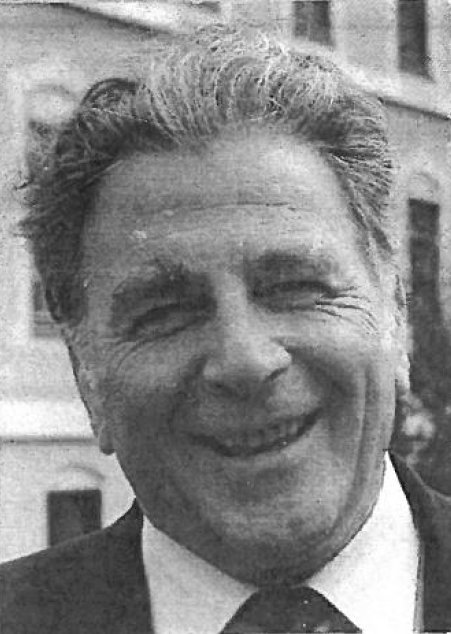
Girstmair als Stadtrat

Hermann Girstmair (* 4. April 1929 in Lienz, Osttirol; † 11. März 2019 in Innsbruck) war ein österreichischer Kommunalpolitiker (ÖVP) und Gymnasiallehrer.

## Leben
Girstmair war von 1958 bis 1973 als Gymnasialprofessor tätig, bevor er in den Dienst des Landes Tirol eintrat. Dort wurde er 1974 zum Leiter der Landesjugend-Referates, der Vorgängerabteilung des späteren JUFF, bestellt. Als Landesjugendreferent war Girstmair einer der engsten Mitarbeiter von Landesrat Fritz Prior und trieb die offene Jugendarbeit voran.
Hermann Girstmair war von 1977 bis 1994 Mitglied des Gemeinderats der Landeshauptstadt Innsbruck und davon war er von 1989 bis 1994 als amtsführender Stadtrat der Tiroler Volkspartei zuständig für die Ressorts Kultur, Schule und Städtepartnerschaft.
Für seine besonderen Verdienste wurde Girstmair 1987 mit dem Großen Ehrenzeichen der Republik Österreich, 2002 mit dem Ehrenzeichen des Landes Tirol und 2004 mit dem Verdienstkreuz der Stadt Innsbruck ausgezeichnet.
Hermann Girstmair unterstützte als Vorstandsmitglied das AufBauWerk der Jugend und förderte das Musikwesen in Tirol als aktives Mitglied den Tiroler Volksmusikverein über viele Jahre. Weiters gehörte er von 1993 bis 1996 dem Aufsichtsrat der Neuen Heimat Tirol an. Er war auch seit dem Jahr 1980 Mitglied des Vereins der Sparkasse Innsbruck-Hall, Tiroler Sparkasse Privatstiftung und Träger der Sparkassen-Ehrennadel in Gold.
Girstmair galt als ein engagierter Arbeitnehmervertreter mit christlich-sozialen Wertekanon. Er war stark mit der Pfarre Saggen verwurzelt, wo er langjährig als Lektor tätig war. Ihm war vor allem die Familien- und Jugendpolitik ein großes Anliegen.
Hermann Girstmair wurde am 20. März 2019 im Beisein des Abtes von Stift Wilten Raimund Schreier OPraem, des Tiroler Alt-Landeshauptmannes Alois Partl und zahlreicher Mitglieder aus allen Fraktionen des Innsbrucker Gemeinderates sowie mit großer Anteilnahme aus der Bevölkerung im Innsbrucker Stadtteil Mühlau zu Grabe getragen.

## Herausgeberschaft
- Tiroler Jugendschutzgesetz. Amt der Tiroler Landesregierung; Landesjugendreferat. Herausgegeben von Hermann Girstmair. Innsbruck 1975.
- ZB (zum Beispiel). Beiträge zur Jugendarbeit in Südtirol und Tirol; Amt der Tiroler Landesregierung, Abt. IVe – Landesjugendreferat. Zeitschrift erscheint zweimonatlich. Innsbruck 1982–1985.

## Varia
Otto Licha lässt in seinem Roman Kripp (2012) in einer fiktiven Gemeinderatssitzung einer Provinzstadt den sogenannten progressiven Weltgeist auf die hermetisch abgeschlossene einheimische Gesinnung treffen. Dabei vertritt ein fiktiver Girstmair die These, dass Toleranz umso nötiger ist, je kleiner der Weltgeist ausgefallen ist. (Seite 89)